# بقدر ما تحمل النفوس (مسلسل)
بقدر ما تحمل النفوس، مسلسل كويتي درامي من 30 حلقة، كتبه سليمان الياسين وأخرجه غافل فاضل، قام ببطولته سعاد عبد الله، سليمان الياسين، أحلام محمد، فرح علي، عبد الإمام عبد الله، عبد العزيز الحداد، سمية الخنة، وهو من إنتاج سنة 2001.